# Isari (Afeganistão)
Isari é uma vila na província de Badaquexão, situada no nordeste do Afeganistão.